# 기가비트
| 비트의 양       | 비트의 양 | 비트의 양 | 비트의 양          | 비트의 양   |
| SI 접두어       | SI 접두어 | SI 접두어 | 이진 접두어        | 이진 접두어 |
| 이름            | 표준 SI   | 이진 변환 | 이름               | 값          |
| --------------- | --------- | --------- | ------------------ | ----------- |
| 킬로비트 (kbit) | 103       | 210       | 키비비트 (Kibit)   | 210         |
| 메가비트 (Mbit) | 106       | 220       | 메비비트 (Mibit)   | 220         |
| 기가비트 (Gbit) | 109       | 230       | 기비비트 (Gibit)   | 230         |
| 테라비트 (Tbit) | 1012      | 240       | 테비비트 (Tibit)   | 240         |
| 페타비트 (Pbit) | 1015      | 250       | 페비비트 (Pibit)   | 250         |
| 엑사비트 (Ebit) | 1018      | 260       | 엑스비비트 (Eibit) | 260         |
| 제타비트 (Zbit) | 1021      | 270       | 제비비트 (Zibit)   | 270         |
| 요타비트 (Ybit) | 1024      | 280       | 요비비트 (Yibit)   | 280         |

기가비트(영어: Gigabit, Gbit 혹은 Gb)는 1,000,000,000(109)을 의미하는 SI 접두어인 기가와 컴퓨터 데이터의 가장 작은 단위인 비트가 합쳐진 컴퓨터 데이터를 나타내는 단위이다. 하나의 기가비트는 125,000,000 바이트이다.

## 비트(bit)와 바이트(byte)의 혼동
기가비트와 기가바이트를 혼동하는 경우가 있는데, 이는 기가비트를 축약하였을 때 단위인 Gb와 기가바이트를 축약하였을 때 단위인 GB를 착각함으로써 생긴 혼동이다. 앞의 알파벳은 대소문자가 상관 없으나, 뒤의 알파벳은 소문자와 대문자의 차이로 용량이 크게 달라지므로 주의해야 한다.(1 바이트 = 8 비트)

## 이진 접두어와의 관계
컴퓨터와 관련된 이진 접두어를 사용하는 기비비트(Gibit 혹은 Gib)가 있다. 1 기비비트 = 230 비트 = 1,073,741,824 비트이다.

1,000,000,000 바이트, 10억 바이트는 약 0.931 기가 바이트(109/230)이다.
1,000,000,000,000 바이트, 1조 바이트는 약 0.909 테라 바이트(1012/240)이다

제작사 왈 1 테라 하드 디스크를 샀는데 막상 PC에 장착을 하니 1 테라가 안된다고 착각해서는 안된다. 수학적으로 제작자는 1조 바이트 하드 디스크라고 기술해야 옳다.

## 사용 용도
고속의 네트워크 속도나 고용량 메모리 표시 등에 사용된다. 로컬 영역 네트워크용 NIC에서는 초당 전송하는 데이터의 기가비트 양을 Gbps 또는 Mbps 단위로 표시한다.

## 같이 보기
- 기가비트 이더넷
- SI 접두어
- 이진 접두어
- 기가바이트

### 그 밖의 비트
- 비트
- 메가비트
- 테라비트
- 기비비트